# Sattra Ratlongmaung
Sattra Ratlongmaung (thailändisch ศาสตรา รัตน์ลงเมือง, * 8. Oktober 2001 in Thailand), auch als Joe bekannt, ist ein deutsch-thailändischer Fußballspieler.

## Karriere
Sattra Ratlongmaung erlernte das Fußballspielen in der Jugendakademie vom PTT Rayong FC. Von März 2020 bis August 2021 spielte er beim Amateurligisten Dome FC in Bangkok. Im August 2021 unterschrieb er einen Vertrag beim Drittligisten Bankhai United FC. Mit dem Verein aus Bankhai spielte er in der Eastern Region der Liga. Im Juni 2022 wechselte er in die zweite Liga. Hier unterschrieb er in Rayong einen Vertrag beim Rayong FC. Sein Zweitligadebüt gab Sattra Ratlongmaung am 28. August 2022 (3. Spieltag) im Auswärtsspiel gegen den Udon Thani FC. Hier stand er in der Startelf und wurde in der 69. Minute gegen den Japaner Anto Okamura ausgewechselt. Rayong gewann das Spiel durch ein Tor des Südkoreaners Yeon Gi-sung mit 1:0. Nach neun Ligaspielen kehrte er nach einer Spielzeit im August 2023 zu seinem ehemaligen Verein Bankhai United zurück.